# Fibras de Sharpey
Las fibras de Sharpey, fibras del hueso o fibras perforantes son una matriz de tejido conectivo que consiste en haces de fibras de colágeno conectadas muy fuertemente al periostio del hueso. Son parte de la capa fibrosa exterior del periostio, entrando en las laminillas circunferenciales e intersticiales exteriores del tejido óseo. Las fibras de Sharpey también se utilizan para unir el músculo al periostio del hueso mediante la fusión con el periostio fibroso y el hueso subyacente. 
Un buen ejemplo es la fijación de los músculos del manguito de los rotadores a la cintura escapular.

## Funciones
En los dientes, las fibras de Sharpey son los extremos terminales de las fibras principales (ligamento periodontal) que se insertan en el periostio del hueso alveolar. El extremo contrario de estas fibras principales, que se insertan en el cemento radicular se llaman fibras perforantes, retenidas o incluidas. Un estudio en ratas sugiere que la estructura tridimensional de fibras de Sharpey se intensifica en la continuidad entre la fibra ligamento periodontal y el hueso alveolar (alveolo), y actúa como un medio amortiguador contra el estrés. Las fibras perforantes en el cemento acelular primario son totalmente mineralizados y las de cemento celular, tal como las fibras de Sharpey en el periostio del hueso alveolar, sólo se mineralizan en su periferia.
En el cráneo la función principal de las fibras de Sharpey es unir los huesos craneales en una manera firme pero móvil, son más numerosos en las zonas donde los huesos están sometidos a las mayores fuerzas de separación. En la columna vertebral, fibras similares unen el disco intervertebral de las vértebras adyacentes. Cada fibra se acompaña de una arteriola y una o más fibras nerviosas. 
Fueron descubiertas por el anatomista escocés William Sharpey en 1846.